# Мала Долина (Словенія)
Мала Долина (словен. Mala Dolina) — поселення в общині Брежиці, Споднєпосавський регіон, Словенія. Висота над рівнем моря: 227,4 м.